# Chenopodium stenophyllum
Chenopodium stenophyllum là loài thực vật có hoa thuộc họ Dền. Loài này được (Makino) Koidz. mô tả khoa học đầu tiên năm 1925.